# Музей історії Бурятії
Музей історії Бурятії імені М. М. Хангалова (бур. М. Н. Хангаловай нэрэмжэтэ Тγγхын музей) — історичний музей в місті Улан-Уде, Республіка Бурятія.

## Історія
9 травня 1919 року відбулося перше засідання «Товариства вивчення Прибайкалля», при якому був створений музей. Одним із перших експонатів музею був настінний годинник декабриста М. О. Бестужева, якbq він зібрав під час каторги в Петровському заводі.
У 1921 році в будівлі колишнього Реального училища (вул. Леніна, 11) відкрився Прибайкальський обласний музей. У 1923 році Постановою Бурятського революційного комітету під керівництвом М. М. Єрбанова музей був реорганізований в Бурят-Монгольський національний музей (Верхньоудинський краєзнавчий музей).
Музей розпочав роботу на початку квітня 1924 року. Експозиція займала три кімнати. У музей були передані експонати Бурвисткома, а також експонати Бурят-Монгольської АРСР на Всеросійській сільськогосподарській і кустарно-промисловій виставці. Колекція музею була поділена на три розділи: культурно-історичний, природно-історичний та суспільно-економічний. З 18 травня по 15 вересня 1924 р. музейні фонди поповнилися 1199 предметами. Восени 1924 року музей розпочав переїзд в будівлю колишнього торгового пасажу купця Второва (вул. Леніна, 21, м. Улан-Уде).
З 18 по 23 травня 1930 року в музеї пройшла перша в Бурятії виставка предметів боністики і поштових марок. Всього було виставлено до 1 000 бон і 400 марок.
12 липня 1983 року в Улан-Уде почав працювати Музей природи Бурятії, створений на базі відділу природи Верхньоудинського краєзнавчого музею.
З 2011 року Музей історії Бурятії включений до складу Державної автономної установи культури РБ «Національний музей Республіки Бурятія».

## Тематичні блоки експозиції музею
- Етногенез бурятської народності. Археологічні, лінгвістичні, етнографічні та інші джерела.
- Етнографія корінних етносів: бурятів та евенків.
- Російське населення Бурятії: склад населення, господарська діяльність, міста.
- Адміністративна система управління в Сибіру.
- Просвітництво і культура Бурятії в XVIII—XIX століттях.
- Діячі освіти і науки.
- Революції 1905 і 1917 років, громадянська війна, персоналії, національні рухи.
- Освіта Бурят-Монгольської АРСР.
- Радянський період.

## Колекції музею

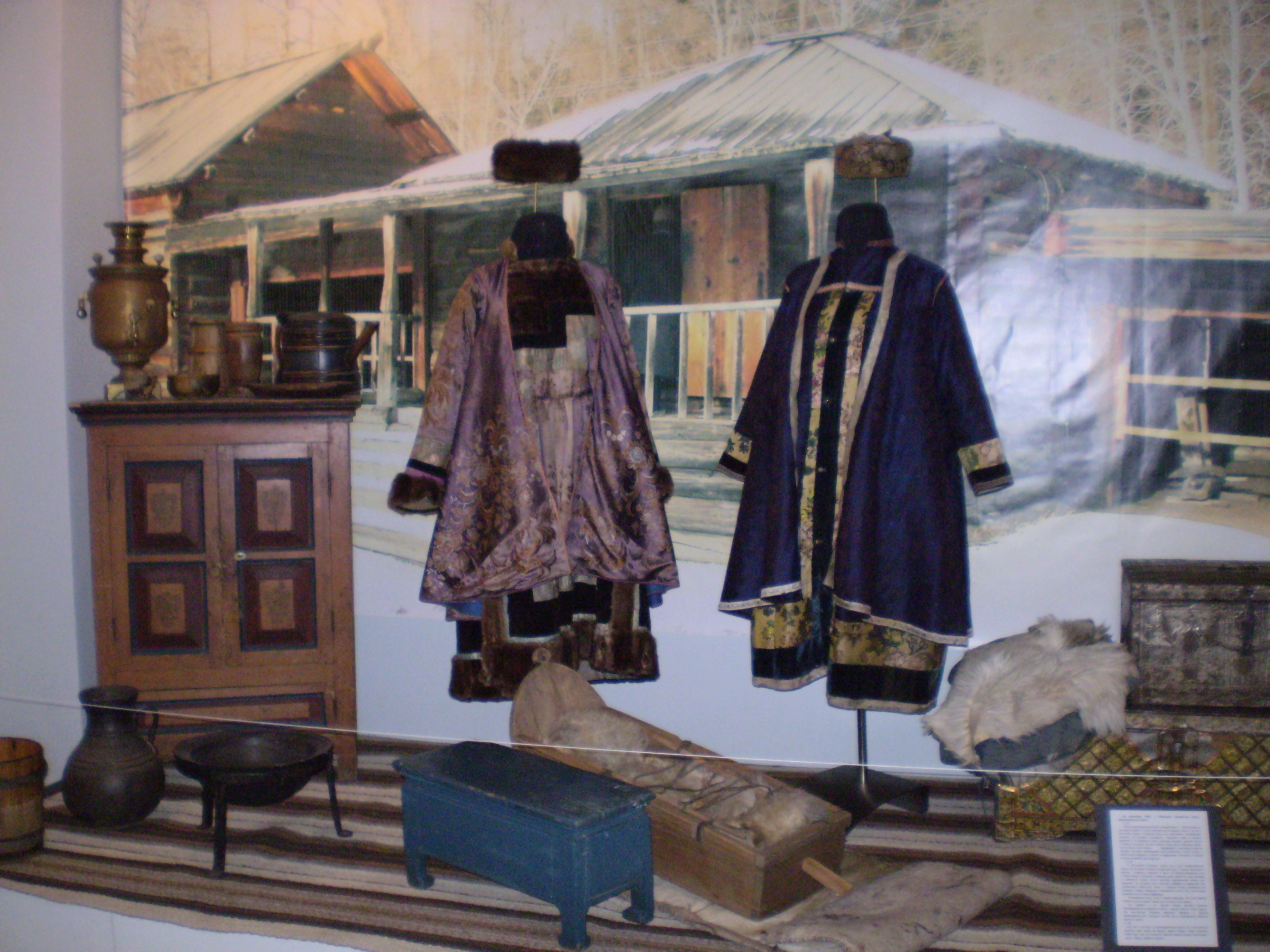
Фрагмент експозиції музею

Площа приміщень для фондового зберігання — 462 кв.м. Загальна площа музею для зберігання і показу колекцій — 1600 кв. м.
У колекціях музею зберігається понад 100 тисяч одиниць зберігання. Групи колекцій:
- Археологічна (почала формуватися до створення музею).
- Нумізматична. Понад 2000 предметів в колекції медалей.
- Етнографічна.
- Релігійна: шаманізм, буддизм, православ'я (почала формуватися в 1930-ті роки).
- Рідкісних книг (почала формуватися в 1930-ті роки). У 1979 році фонд рідкісних книг було виділено з бібліотеки музею.
- Документальна. 7562 одиниць зберігання документів з середини XIX століття по 1999 рік.
- Фотодокументальна. 7875 одиниць зберігання фотодокументів з 1870 року по 1988 рік.
- Фонодокументальна. Грамплатівки із записами російських народних пісень, романсів, вальсів, арій з опер у виконанні І. С. Козловського, С. Я. Лемешева, Ф. І. Шаляпіна та ін.
- Кінодокументальна. 714 одиниць зберігання кінодокументів з 1930 року по 1989 рік. Документальні фільми про побут, життя бурятів та евенків[8].
- Живопис, графіка, предмети сучасності.

У 1992 році, після виходу Постанови Ради Міністрів СРСР від 29 грудня 1990 року, православним храмам були передані 490 культових предмети.
До 1995 року колекції музею зберігалися в будівлі Одігітріївського собору. У 1995 році вийшла постанова Уряду Республіки Бурятія щодо поступової передачі будівлі собору Російській православній церкві. Переїзд музею в сучасну будівлю тривав до 1999 року.

### Фонди особистого походження
- Фонд О. Д. Старцева: Листи і фотографії, в тому числі японських майстрів.
- Архів В. П. Гірченка: Рукописи, статті, газетні вирізки, тексти виступів на конференціях, листи, фотографії та ін..
- Фонд М. М. Хангалова: щоденники із записами про експедиції за 1911—1917 роки, фотографії, посвідчення, список друкованих праць, квитанції, альбом з малюнками його дочки Софії та ін..
- Фонд першого бурятського вченого, професора, історика, сходознавця Доржи Банзарова.

## Окремі експонати

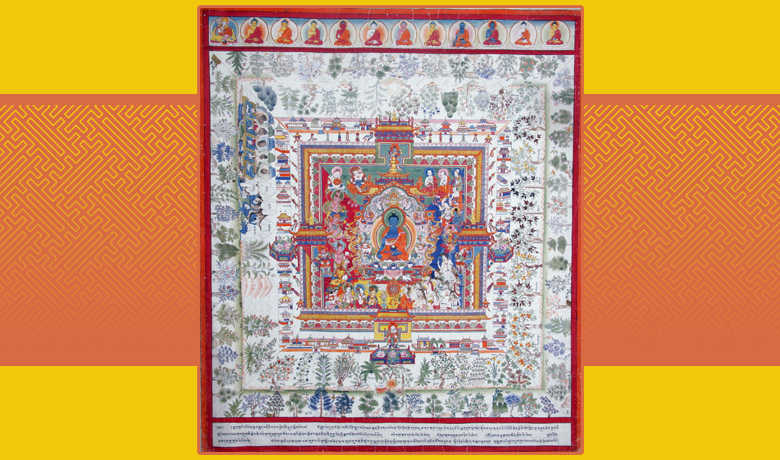

- У музеї зберігається примірник Атласу тибетської медицини, привезений емчі-ламою Ш. Сунуєвим наприкінці XIX століття з тибетського монастиря Сертог-мемба. Атлас являє собою комплект з 76 ілюстрацій (наочних посібників, виконаних у традиційній тибетській техніці станкового живопису на полотні фарбами) до медичного трактату «Вайдур'я-онбо» («Блакитний Берил»), який, в свою чергу, був написаний як коментар до ще більш давнього медичного трактату «Чжуд-Ши» («Чотири Тантри» або «Чотирикнижжя»). Ілюстрації були створені в 1686—1689 рр. в Тибеті, за часів правління Його Святості Далай Лами V, під керівництвом автора трактату «Блакитний Берил» Десріда Санджея Г'ятсо. Даний комплект Атласу як точна копія ілюстрацій 17 ст. був виконаний в кінці 19 століття з ініціативи та під керівництвом відомого бурятського громадського, релігійного діяча, дипломата і просвітителя Агвана Доржієва (1853—1938), який займав високу посаду у Тибетській теократичній державі (за часів правління Його Святості Далай Лами XIII був міністром фінансів). З кінця 19 ст. по 1926 рік Атлас зберігався і використовувався в навчальному процесі ченцями, щоб краще осягати «Мистецтво лікування» при Цугольському дацані Бурятії (в 1896 році в даному монастирі була відкрита перша медична школа або факультет — Мамба-дацан). З 1926 по 1936—1937 роки комплект знаходився в Ацагатському дацані, де в 1911 р. Чойнзоном Іролтуєвим (1853—1918), видатним релігійним і громадським діячем, 11 Пандідо Хамбо ламою Забайкалля, другом і соратником Агвана Доржієва, була відкрита друга в Бурятії школа Тибетської медицини. З 1937 року і до цього дня Атлас Тибетської медицини, унікальний пам'ятник культури, мистецтва, етнографії та медицини, знаходиться на зберіганні в Національному музеї Республіки Бурятія.
- У музеї зібрана колекція костюмів і масок містерії Цам.
- Рукопис епосу Гесер у викладі бурятського оповідача Папи Тушемілова.

## Відомі співробітники
- Бажеєв, Даніїл Гаврилович (1907—1981) — історик, співробітник і директор музею з 1936 по 1941 рік й після Великої Вітчизняної війни.
- Хамзіна, Євгенія Олексіївна (1929—2015) — радянський і російський археолог, педагог, заслужений працівник культури Бурятської АРСР. Працювала в музеї на початку 1950-х.

## Проекти музею

### Юрта улігершина

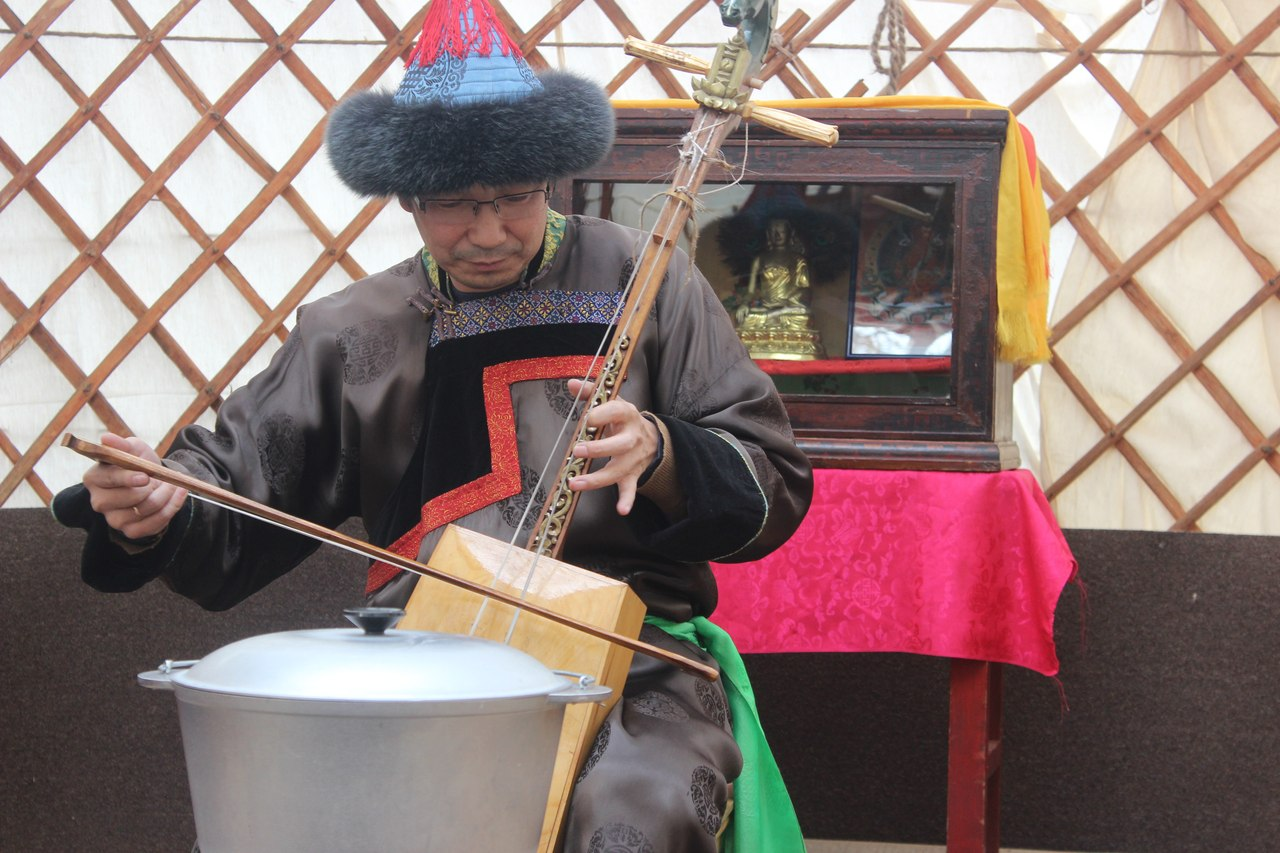
Улігершин

Інтерактивне заняття проводиться у цій бурятської юрті (hееи гер). Улігершин розповість дітям про культуру та традиції бурят, легенди, перекази та народні казки. У реалізації проекту вирішуються наступні завдання, актуальні на сьогодні: демонстрація і показ матеріальної та духовної культури, збереження бурятської мови і традиційної культури, залучення підростаючого покоління до історії, культури, фольклорної спадщини свого народу, демонстрація історико-культурної спадщини Бурятії в умовах розвитку туризму та туристичної галузі.
Жителям міста, республіки, особливо дітям, а також туристам і гостям Бурятії буде цікаво поговорити з улігершинами на будь-яку тему, наприклад, щодо родоводів, традиційної культури, фольклору та краєзнавства, пройти майстер-клас по грі на морінхурі і лімбі, дізнатися багато цікавого про бурятські головоломки, традиційну їжу бурятів і т. д.. Родзинкою проекту є виконання улігера «Гесер».